# 1515 Perrotin
1515 Perrotin eller 1936 VG är en asteroid i asteroidbältet, upptäckt 15 november 1936 av den franske astronomen André Patry i Nice, och namngiven efter astronomen Henri Joseph Anastase Perrotin.